# Високово (Верхошижемський район)
Високо́во (рос. Высоково) — присілок у складі Верхошижемського району Кіровської області, Росія. Входить до складу М'якішинського сільського поселення.
Населення становить 1 особа (2010, 8 у 2002).
Національний склад станом на 2002 рік — росіяни 100 %.